# Sultanato di Aussa
Il Sultanato di Aussa (o anche: Awsa o Assaw) (r. 1734-Oggi), conosciuto anche come il Sultanato degli Afar, fu un regno dell'Etiopia orientale, nell'area confinante con il Gibuti.
Fu considerato la monarchia dominante il popolo Afar, al quale gli altri governanti Afar nominalmente riconoscevano il primato.
La società Afar è tradizionalmente suddivisa in regni indipendenti, ognuno governato dal suo sultano.
Il sultanato di Aussa succede al precedente Imamato di Aussa (questo sistema nacque nel 1577 quando Muhammed Jasa Ussa spostò la capitale da Harar ad Aussa con la divisione del sultanato di Adal nelle città stato di Harari e Aussa).
Durante la seconda guerra italo-abissina, il sultano Mahammad Yayyo Ussa, dopo essere stato inizialmente messo in fuga con un colpo di mano di una spedizione di militari e avventurieri italiani, sauditi e yemeniti, cooperò con gli invasori italiani, i quali il 1º aprile 1936 occuparono completamente il sultanato, che sarebbe stato poi annesso all'Africa Orientale Italiana. Di conseguenza nel 1943, con il reinsendiamento del governo etiope, Yayyo venne catturato da una spedizione militare. Fino alla sua morte nell'aprile 2011, il più recente sultano degli Afar fu Alimirah Hanfere. Fu esiliato in Arabia Saudita nel 1975, ma ritornò dopo la caduta del regime di Derg nel 1991.

## Lista dei sovrani
- Kandhafo Ussa (1734–1749)
- Kadhafo Mahammad ibn Kadhafo Ussa (1749–1779)
- Aydahis ibn Kadhafo Mahammad Ussa (1779–1801)
- Aydahis ibn Mahammad ibn Ussa Aydahis (1801–1832)
- Hanfadhe ibn Aydahis Ussa (1832–1862)
- Mahammad „Illalta“ ibn Hanfadhe Ussa (1862–1902)
- Mahammad ibn Aydahis ibn Hanfadhe Ussa (1902–1910)
- Yayyo ibn Mahammad ibn Hanfadhe Ussa (1902–1927)
- Mahammad Yayyo Ussa (1927–1944)
- Alimirah Hanfare Ussa (1944–1975, 1991–2011)
- Hanfadhe Alimirah Ussa (2011-2023)
- Yasin Ussa (2023- a adesso)